# Frankfurtska šola
Frankfurtska šola je gibanje neomarksistične kritične teorije in filozofije. 
Začelo je je na Inštitutu za družbene raziskave (Institut für Sozialforschung), ustanovljenem 1923/24 
na Univerzi v Frankfurtu v Nemčiji.
Nacisti so ga leta 1933 zaprli, zopet je bil ustanovljen leta
1934 na Univerzi Columbia v New Yorku.

## Glavni misleci in učitelji Frankfurtske šole
- Theodor W. Adorno
- Walter Benjamin
- Erich Fromm
- Jürgen Habermas
- Axel Honneth
- Max Horkheimer
- Siegfried Kracauer
- Otto Kirchheimer
- Leo Löwenthal
- Herbert Marcuse
- Oskar Negt
- Franz L. Neumann
- Franz Oppenheimer
- Friedrich Pollock
- Alfred Schmidt
- Alfred Sohn-Rethel
- Karl A. Wittfogel